# Olof Eriksson Willman
Olof Eriksson Willman, född cirka 1620 i Västmanland, död 1673, var en svensk sjöfarande och reseskildrare.
Olof Willman var son till kyrkoherden i Västervåla socken Ericus Olai. Han skall enligt egna uppgifter ha tillbringat fjorton år i underskolan, gymnasiet och vid Uppsala universitet. Han lämnade 1644 Sverige och reste till Danmark där han anslöt sig till den svenska armén. Willman hade 1645–1647 sitt uppehälle av en tjänst i Halmstad, men följde i oktober 1647 ett holländskt fartyg från Kronborg till Nederländerna, tog tjänst i dess Ostindiska kompani för fem år med 15 gulden i månaden och avseglade i januari 1648
till Nederländska Indien. I juli 1651 medföljde han Adrian van der Burg från Java som hovmästare på en beskickning till Japan, varifrån han återkom först i december 1652. I januari 1653 tog han avsked ur kompaniets tjänst. I juli 1654 var han i Stockholm. 
De anteckningar Willman gjorde under sina resor trycktes i det grevliga braheska boktryckeriet på Visingsö. Reseskildringarna är av stort värde eftersom de antagligen är iakttagelser av den förste svensk som besökt Japan.